# Polski Związek Rugby
Polski Związek Rugby (oficjalny skrót PZR) – ogólnokrajowy związek sportowy (stowarzyszenie), działający na terenie Rzeczypospolitej Polskiej, posiadający osobowość prawną, będący jedynym prawnym reprezentantem polskiego rugby 15-osobowego i 7-osobowego, zarówno wśród mężczyzn jak i kobiet we wszystkich kategoriach wiekowych w kraju i za granicą.

## Historia
Początki obecnego związku sięgają 1954, kiedy w Murckach Franciszek Liszka założył pierwszą po II wojnie światowej, polską drużynę rugby. Rok później w Stalinogrodzie Hiszpan Ramon Torrents utworzył drugi zespół. Wiadomość o rugby na Górnym Śląsku zainspirowała dziennikarzy Wojciecha Giełżyńskiego i Andrzeja Karpińskiego do utworzenia centralnego podmiotu zarządzającego rugby w Polsce. W 1955 publicystom udało przekonać Główny Komitet Kultury Fizycznej (organ zarządzający w latach 1950 – 1956 dyscyplinami sportowymi w miejsce związków sportowych), aby włączyć rugby do oficjalnie uprawianych dyscyplin sportowych w PRL. Po odwilży gomułkowskiej, polski sport zaczął odchodzić od radzieckiego modelu zarządzania – zezwolono na ponowne działanie związków sportowych. Ze względu na naciski GKKF, który dążył do przekształceń swoich sekcji w samodzielne związki, 9 września 1957 działacze Sekcji Rugby GKKF utworzyli w Warszawie Polski Związek Rugby.

## Okręgowe Związki Rugby
| Nazwa                                     | Siedziba    | Prezes                             |
| ----------------------------------------- | ----------- | ---------------------------------- |
| Dolnośląski Okręgowy Związek Rugby        | Bolesławiec | Jakub Lisiewski                    |
| Lubelski Okręgowy Związek Rugby           | Lublin      | Sebastian Grzegorz Berestek        |
| Łódzki Okręgowy Związek Rugby             | Łódź        | Ryszard Jerzy Wiejski Wolschendorf |
| Małopolski Okręgowy Związek Rugby         | Nowy Sącz   | Leszek Samel                       |
| Śląski Okręgowy Związek Rugby             | Ruda Śląska | Wojciech Kołodziej                 |
| Warmińsko-Mazurski Okręgowy Związek Rugby | Olsztyn     | Henryk Jacek Pach                  |
| Mazowiecki Związek Rugby                  | Warszawa    | Andrzej Suliga                     |
| Wielkopolski Okręgowy Związek Rugby       | Poznań      | Mateusz Boruta                     |

## Władze PZR

### Prezesi PZR
| Prezes               | Kadencja                                 | Uwagi                     |
| -------------------- | ---------------------------------------- | ------------------------- |
| Władysław Trybus     | 9 września 1957 – 5 marca 1961           |                           |
| Józef Pawłowski      | 19 czerwca 1961 – 27 listopada 1963      |                           |
| Leon Radzikowski     | 12 listopada 1963 – 14 października 1964 | p.o.                      |
| Edward Tomaszczyk    | 19 października 1964 – wrzesień 1967     |                           |
| Leon Radzikowski     | wrzesień 1967 – 15 grudnia 1968          | do 17 listopada 1967 p.o. |
| Włodzimierz Wilczek  | 15 grudnia 1968 – 19 stycznia 1973       |                           |
| Władysław Trybus     | 14 października 1973 – 1 marca 1974      |                           |
| Witold Jakubiak      | 1 marca 1974 – 26 stycznia 1975          | p.o.                      |
| Jerzy Głowacki       | 26 stycznia 1975 – 14 czerwca 1977       |                           |
| Włodzimierz Wilczek  | 14 czerwca 1977 – 4 kwietnia 1981        | do stycznia 1978 p.o.     |
| Janusz Cieśliński    | 4 kwietnia 1981 – 31 marca 1991          |                           |
| Ferdynand Grzeszczak | 6 kwietnia 1991 – 29 maja 1999           |                           |
| Jerzy Zajadło        | 29 maja 1999 – 22 grudnia 1999           |                           |
| Ferdynand Grzeszczak | 19 grudnia 1999 – 11 marca 2000          | p.o.                      |
| Jan Kozłowski        | 11 marca 2000 – 21 marca 2015            |                           |
| Krzysztof Liedel     | 21 marca 2015 – 29 listopada 2015        |                           |
| Serge Bosca          | 29 listopada 2015 – 18 września 2016     |                           |
| Jacek Zalejarz       | 18 września 2016 – 16 października 2016  | p.o.                      |
| Dariusz Olszewski    | 16 października 2016 – 16 grudnia 2023   |                           |
| Jarosław Prasał      | od 16 grudnia 2023                       |                           |

### Zarząd PZR[4]
| Imię i nazwisko       | Funkcja                            |
| --------------------- | ---------------------------------- |
| Jarosław Prasał       | Prezes Zarządu                     |
| Rafał Budka           | Wiceprezes ds. Strategii i Rozwoju |
| Mateusz Dąbrowski     | Wiceprezes ds. Szkoleń             |
| Adam Pogorzelski      | Wiceprezes ds. sportowych          |
| Arkadiusz Mąkina      | Członek                            |
| Bartosz Chudzik       | Członek                            |
| Aleksandra Dutkiewicz | Członek                            |
| Daniel Gajda          | Członek                            |
| Andrzej Kuć           | Członek                            |
| Maciej Olszewski      | Członek                            |
| Tomasz Penkal         | Członek                            |
| Jacek Zalejarz        | Członek                            |